# Миллионы Брюстера
Миллионы Брюстера (англ. Brewster's Millions) — роман американского писателя и драматурга Джорджа Барра Маккатчена, впервые опубликованный в 1902 году под псевдонимом Ричард Гривс. Адаптирован автором для театра в 1906 году в качестве пьесы, премьера которой состоялась в Ново-Амстердамском театре на Бродвее. В общей сложности «Миллионы Брюстера» экранизировались двенадцать раз, четыре из которых — в Индии.

## Экранизации
- Миллионы Брюстера (фильм, 1921)
- Миллионы Брюстера (фильм, 1985)